# Idylle (Maupassant)
Pour les articles homonymes, voir Idylle (homonymie).
Idylle est une nouvelle de Guy de Maupassant, parue en 1884.

## Historique
Idylle est initialement publiée dans la revue Gil Blas du 12 février 1884, sous le pseudonyme Maufrigneuse, puis dans le recueil Miss Harriet.
La nouvelle est dédiée à Maurice Leloir.

## Résumé
Dans le train de Gênes à Marseille, un homme et une femme sont dans le dernier wagon : elle, vingt-cinq ans, plantureuse ; lui, maigre et bronzé, voyage avec sa pelle et sa pioche. Il va chercher du travail en France.
Elle déballe ses provisions, mange tranquillement devant lui, puis, son repas terminé, elle engage la conversation. Ils sont tous deux Piémontais. Elle va travailler comme nourrice à Marseille, lui a entendu parler que l’on embauchait à Marseille.
La femme dit se trouver mal, car, ne donnant pas le sein, elle a besoin de faire sortir le lait de son opulente poitrine. L’homme propose ses services et soulage la dame. Il est content : cela faisait deux jours qu’il n’avait pas mangé.   

## Éditions
- Idylle, dans Maupassant, Contes et Nouvelles, tome I, texte établi et annoté par Louis Forestier, éditions Gallimard, Bibliothèque de la Pléiade, 1974  (ISBN 978 2 07 010805 3).
- Texte en ligne dans Wikisource